# Paul Kruger

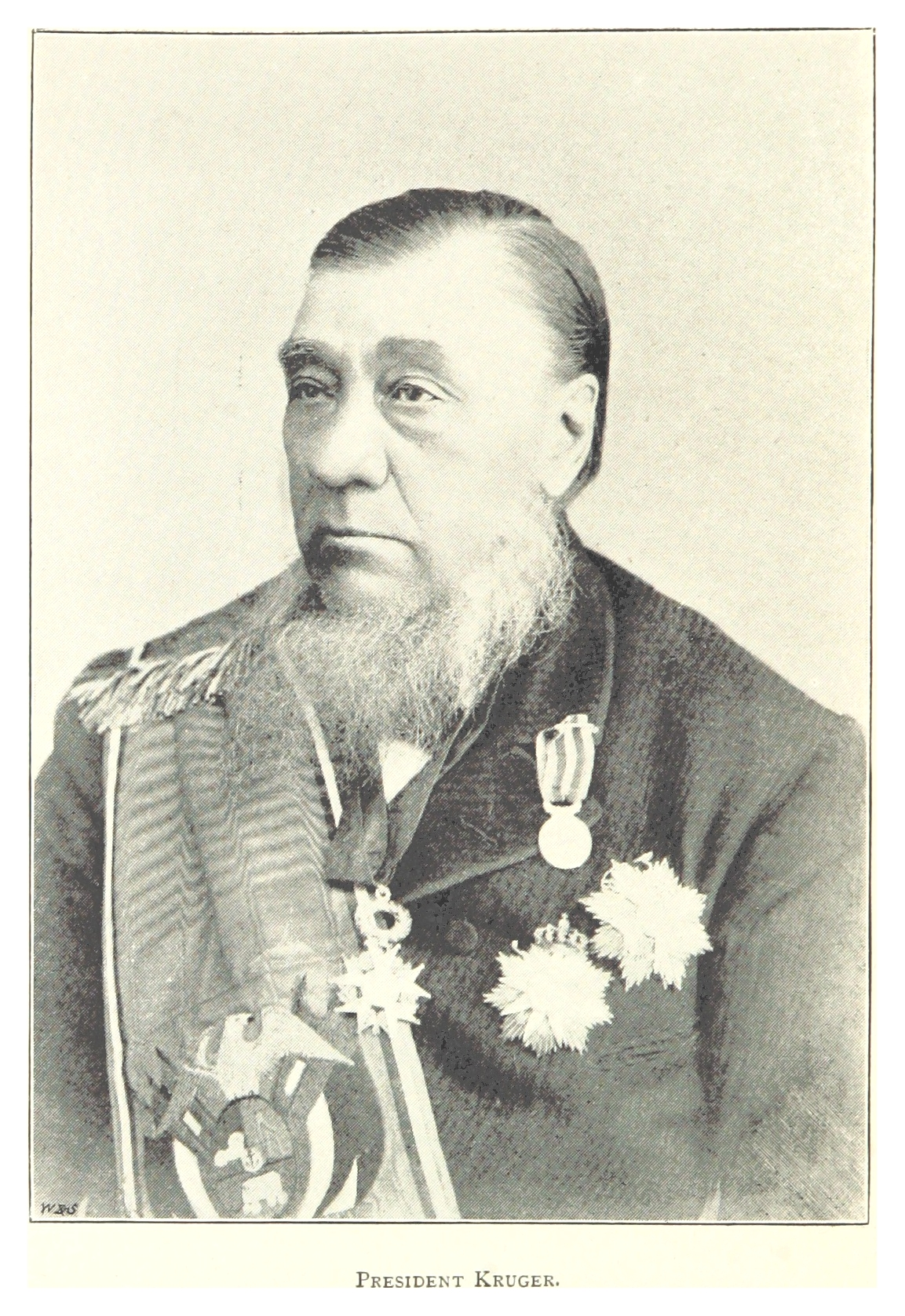
Stephanus Johannes Paulus Kruger (1896)

Stephanus Johannes Paulus Kruger (* 10. Oktober 1825 in Vaalbank bei Colesberg, Kapkolonie; † 14. Juli 1904 in Clarens in der Schweiz), auch Oom Paul (Afrikaans für „Onkel Paul“) genannt oder Krüger geschrieben, war ein südafrikanischer Politiker und von 1882 bis 1902 Präsident der Südafrikanischen Republik (auch als Transvaal bekannt).

## Leben
Zu Paul Krugers Vorfahren gehören deutsche Einwanderer. Seine Eltern waren Caspar Jan Hendrik Kruger und Elisa Kruger, geborene Steyn. Er  wurde in  der Niederländisch-reformierten Gemeinde in Cradock getauft.
Als erster seiner Vorfahren kam der Berliner Jacob Kruger, der Urururgroßvater, 1714 als Söldner der niederländischen Ostindien-Kompanie (VOC) nach Südafrika. Wegen des Verlustes einer Hand wurde er aus den Diensten der VOC entlassen und 1718 eingebürgert. Die Familie Kruger war calvinistisch geprägt.
Schon als Heranwachsender musste Paul Kruger die Folgen der Auseinandersetzungen zwischen den Buren und den Briten miterleben. Seine Eltern schlossen sich 1836 den Trekburen unter Andries Potgieter auf dem „Großen Treck“ an. Die Familie ließ sich nördlich des Vaals nieder, wo etwa 80 Kilometer westlich von Johannesburg die Stadt Potchefstroom gegründet wurde. Paul Kruger brachte sich als Autodidakt Lesen und Schreiben bei, und mit 16 Jahren erwarb er 100 Kilometer nördlich vom elterlichen Sitz eine eigene Farm, die er Waterkloof nannte. 1842 heiratete er seine erste Frau Maria, doch sie und ihr Kind starben schon vier Jahre später an Malaria. Ein Jahr danach ging er mit Gezina du Plessis, einer Cousine seiner ersten Frau, eine neue Ehe ein, in der 16 Kinder geboren wurden.
Als 1836 ein Voortrekkerlager von Ndebele-Kriegern am Vegkop angegriffen wurde, war Kruger elf Jahre alt und unterstützte die Kämpfer durch Hilfsdienste. 1854 wurde er zum Kommandanten der Stadt Rustenburg gewählt. Zehn Jahre später war Kruger auf dem Höhepunkt seiner militärischen Karriere angelangt. Die inzwischen selbstständige Burenrepublik Transvaal ernannte ihn 1864 zum Generalkommandanten ihrer Truppen. Als Großbritannien 1877 Transvaal annektierte, versuchte Kruger zunächst, durch Verhandlungen in London einen Rückzug der Briten zu erreichen. Als er dort auf taube Ohren stieß, stellte er zusammen mit den Burenführern Pretorius und Joubert ein Heer auf, das die Briten im Februar 1881 in der Schlacht am Amajuba besiegte. Nachdem Transvaal daraufhin im August 1881 die Unabhängigkeit zugesichert worden war, wurde Kruger 1882 zum Präsidenten des Burenstaates gewählt.

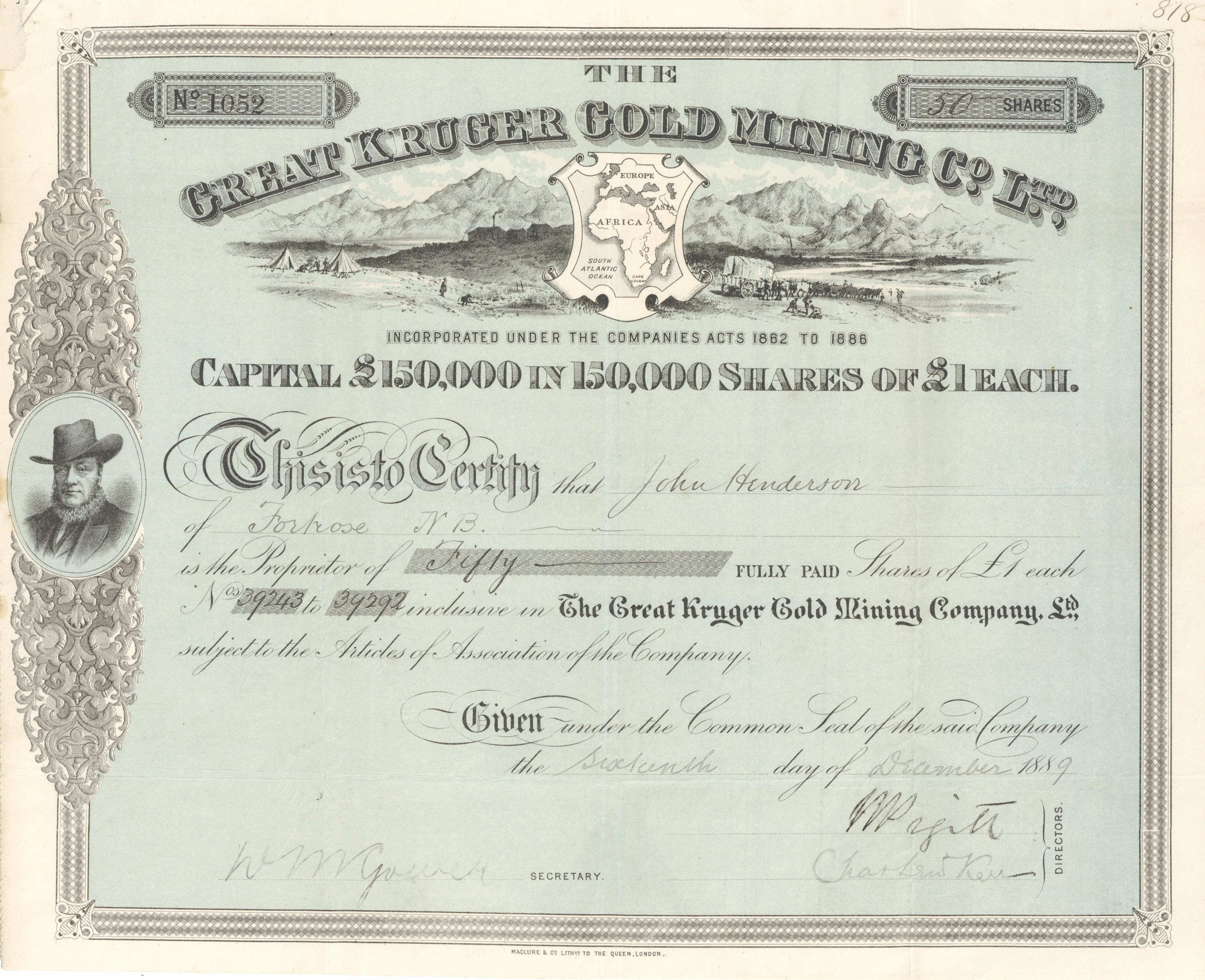
Aktie der Great Kruger Gold Mining Company Ltd vom 16. Dezember 1889

1886 fanden europäische Einwanderer in Transvaal am Witwatersrand Gold, ein Ereignis, das vorwiegend britische Goldsucher und Abenteurer ins Land lockte, die sogenannten Uitlanders. Dieser Umstand veranlasste Cecil Rhodes, seit 1890 Premier der britischen Kapkolonie, die Eroberung der Burenrepubliken Oranje-Freistaat und Transvaal voranzutreiben. Zu diesem Zweck stachelte er 1895 die britischen Einwanderer in Transvaal, denen bisher das Wahlrecht verweigert worden war, zu einem Aufstand an. Von britischer Seite sollte die Rebellion von einer 600 Mann starken Truppe unter der Führung des Rhodes-Vertrauten Leander Jameson unterstützt werden. Es gelang jedoch Kruger, die Erhebung niederzuschlagen und die Invasoren zur Aufgabe zu zwingen. Die Rebellen wurden gefangen genommen und zum Teil getötet. Die „Krüger-Depesche“, mit der der deutsche Kaiser Wilhelm II. Kruger zu seinem Erfolg beglückwünschte, stieß hauptsächlich in der konservativen deutschen Presse auf Zustimmung.
Neben seiner Rolle als Politiker und Militärführer war Kruger zeitlebens auch ein großer Naturliebhaber. Zum Schutze der einheimischen Tierwelt gründete er 1898 das Sabie-Naturschutzgebiet, aus dem sich später der Kruger-Nationalpark entwickelte. Zugleich strebte er den ökonomischen Ausbau des Landes v. a. mit deutscher Hilfe an. Erster Direktor der neuen Nationalbank war von 1891 bis 1894 der Deutsche Wilhelm Knappe.
Trotz der Niederlage von 1895 ließ sich Großbritannien nicht von seinen Eroberungsplänen abbringen. Begleitet von einer scharfen antiburischen Kampagne zugunsten des Ausländerwahlrechts wurden erneut britische Truppen an die Grenzen der Burenrepubliken entsandt. Kruger bot daraufhin der britischen Regierung Verhandlungen an, diese reagierte jedoch weder auf dieses Angebot noch auf Krugers Ultimatum vom 9. Oktober 1899, die Truppen innerhalb von 48 Stunden von den Grenzen zurückzuziehen. Daraufhin erklärte Kruger am 11. Oktober 1899 Großbritannien den Krieg.

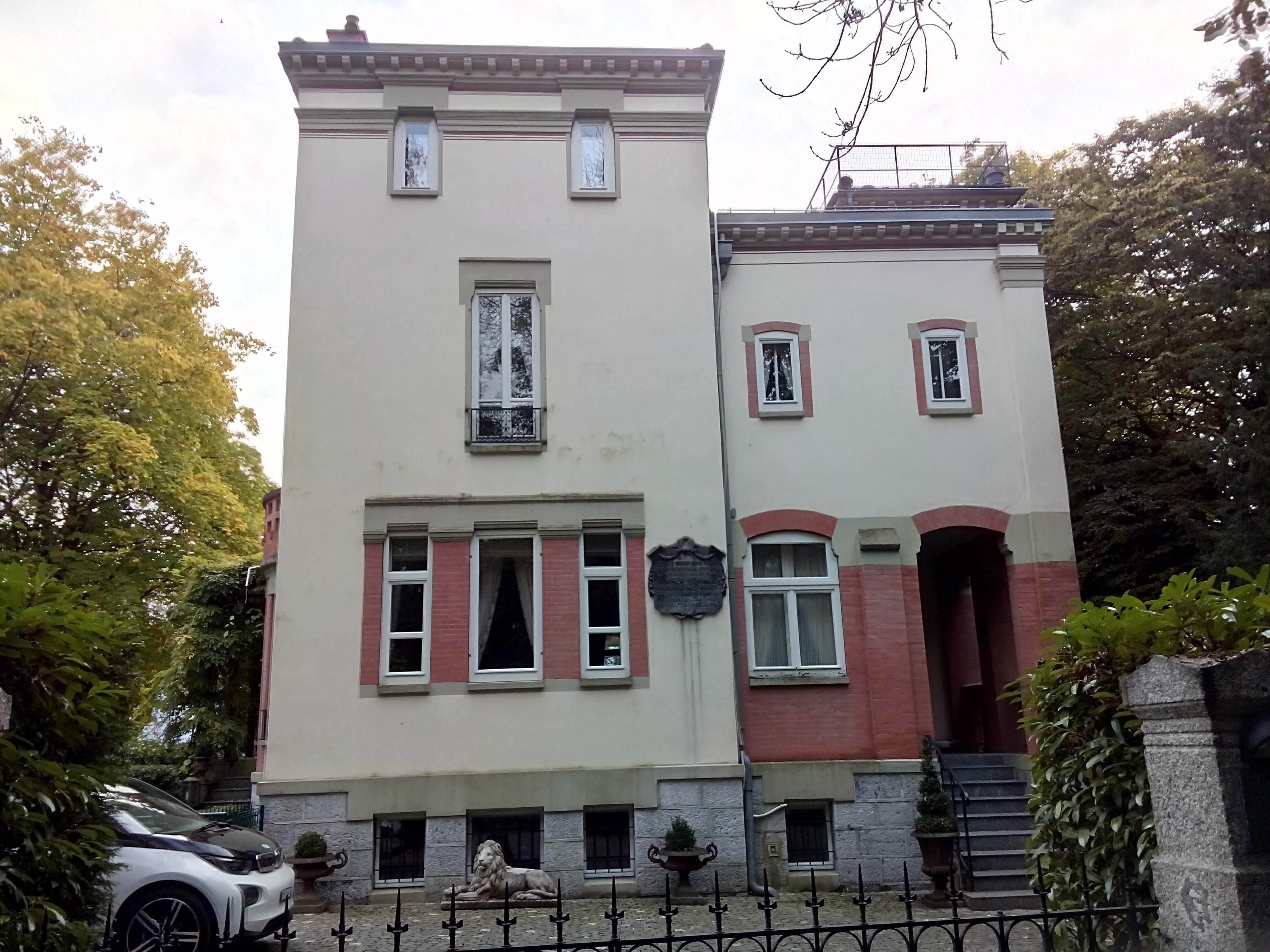
Paul-Kruger-Villa in Clarens

Schon bald musste Kruger erkennen, dass die Buren gegen die übermächtige britische Streitmacht auf eine Niederlage zusteuerten. Er brach daher im Oktober 1900 mit dem Geschützten Kreuzer Gelderland, der von der niederländischen Königin Wilhelmina gesandt worden war, nach Europa auf, wo er unter anderem die Niederlande und den deutschen Kaiser um Unterstützung bat. Es fand sich jedoch in Europa niemand, der wegen der Buren einen Krieg mit Großbritannien riskieren wollte. Angesichts der aussichtslosen Situation brachte es Kruger nicht über sich, in seine Heimat zurückzukehren: „Ich vermag mir Transvaal in englischen Händen nicht vorzustellen, wie sollte ich es mir dann ansehen können.“ Krugers Frau, die bereits krank in Südafrika geblieben war, starb am 20. Juli 1901. Von der endgültigen Niederlage der Burenrepubliken Transvaal und Oranje im Jahre 1902 und dem Frieden von Pretoria erfuhr Kruger in seinem Schweizer Exil Clarens, wo er zwei Jahre später 78-jährig starb. Seine sterblichen Überreste wurden am 16. Dezember 1904 im südafrikanischen Pretoria beigesetzt. Sein ehemaliger Amtssitz, das Krugerhaus, ist heute ein Museum.

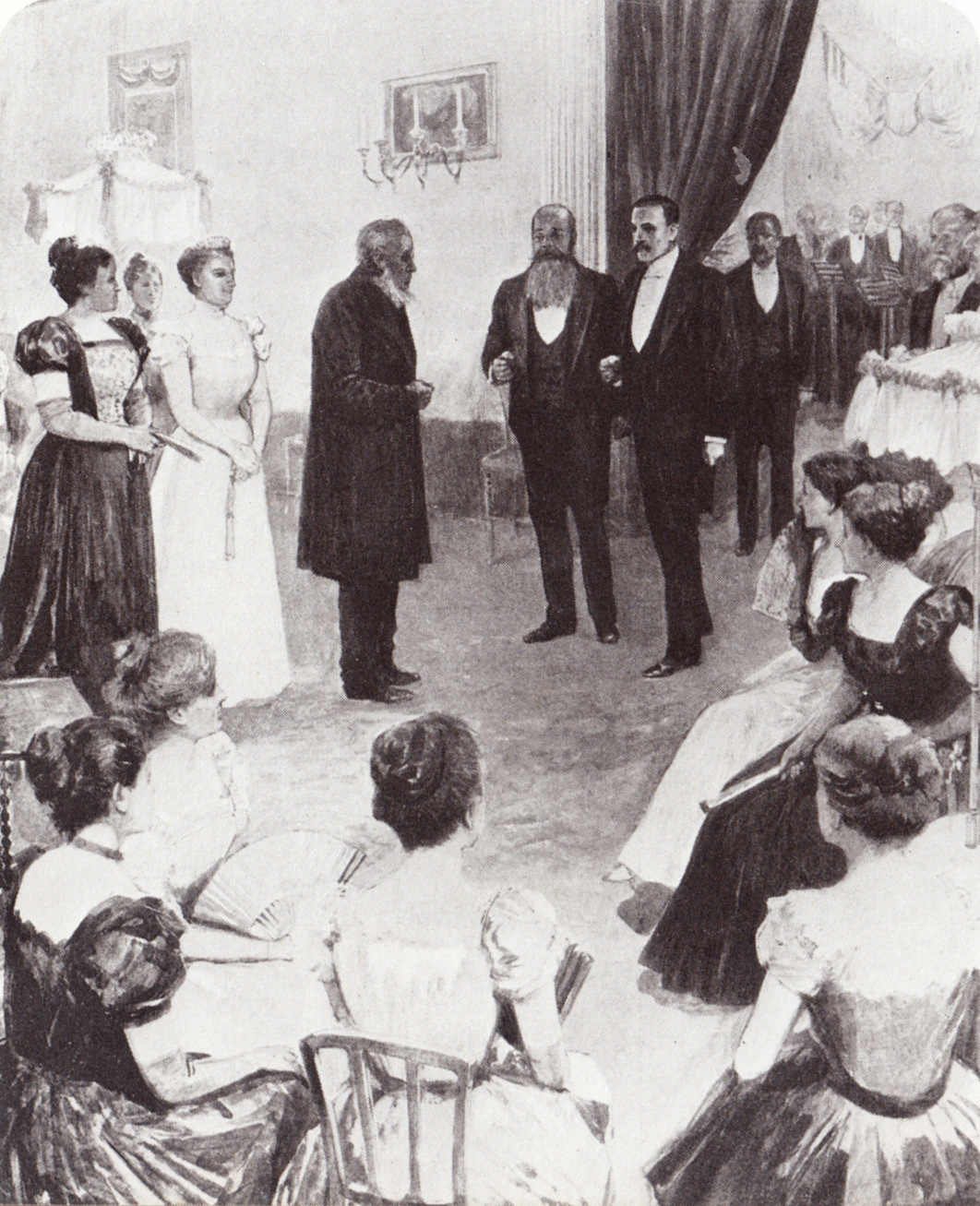
Treffen zwischen Paul Kruger und Hochkommissar Alfred Milner
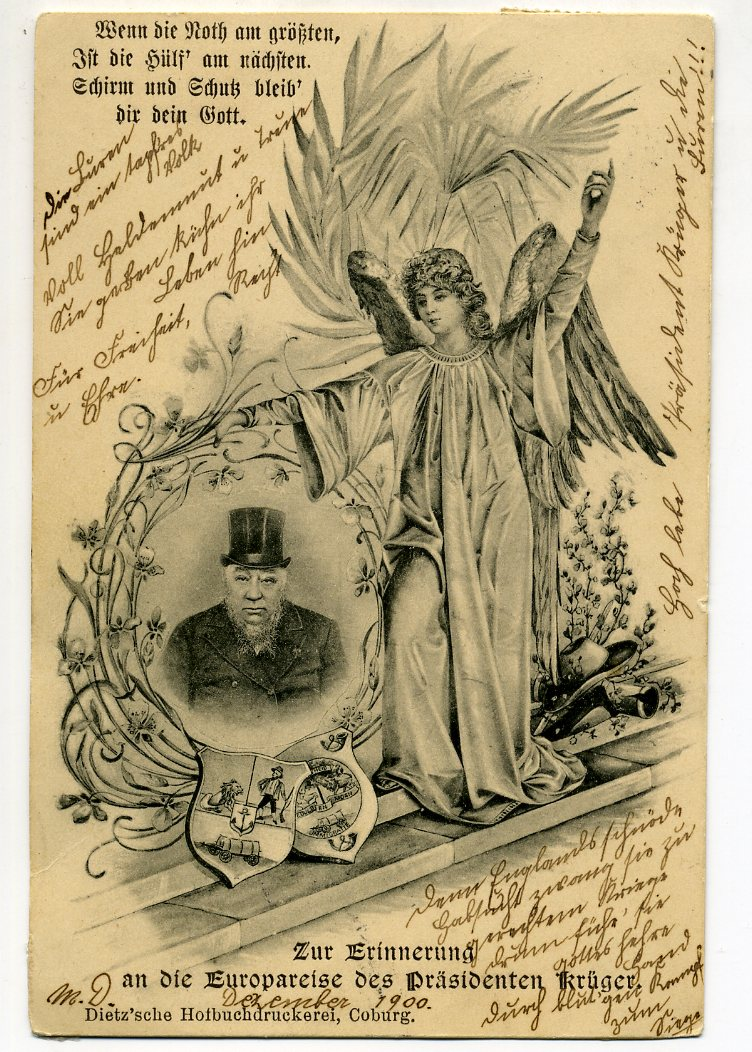
Erinnerung an die Europareise 1900
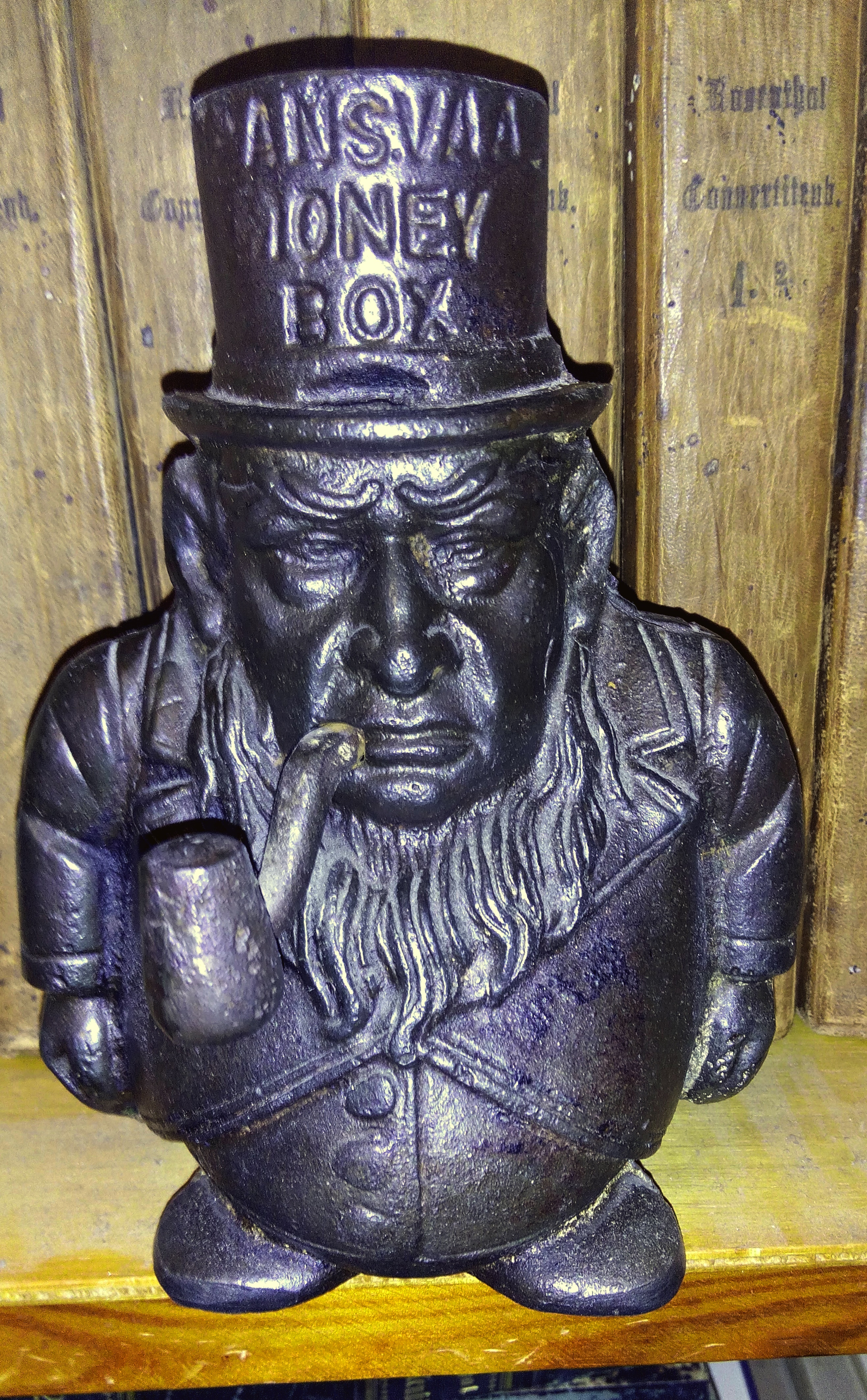
Englische Propaganda-Spendendose „Paul Kruger“ (mit überdimensionaler „Oom-Paul-Pfeife“), aus dem Burenkrieg
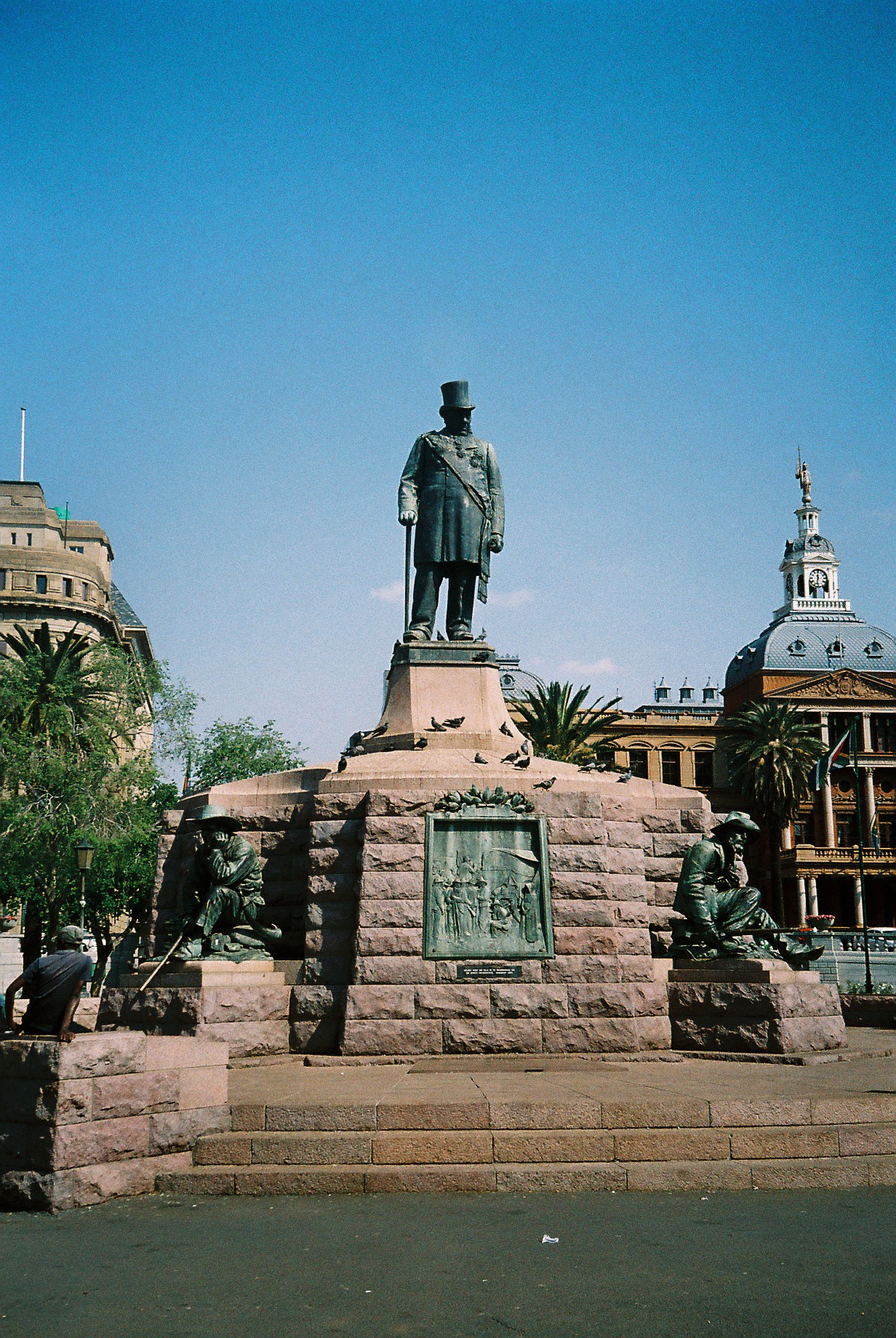
Kruger-Denkmal auf dem Church Square in Pretoria

## Ehrungen

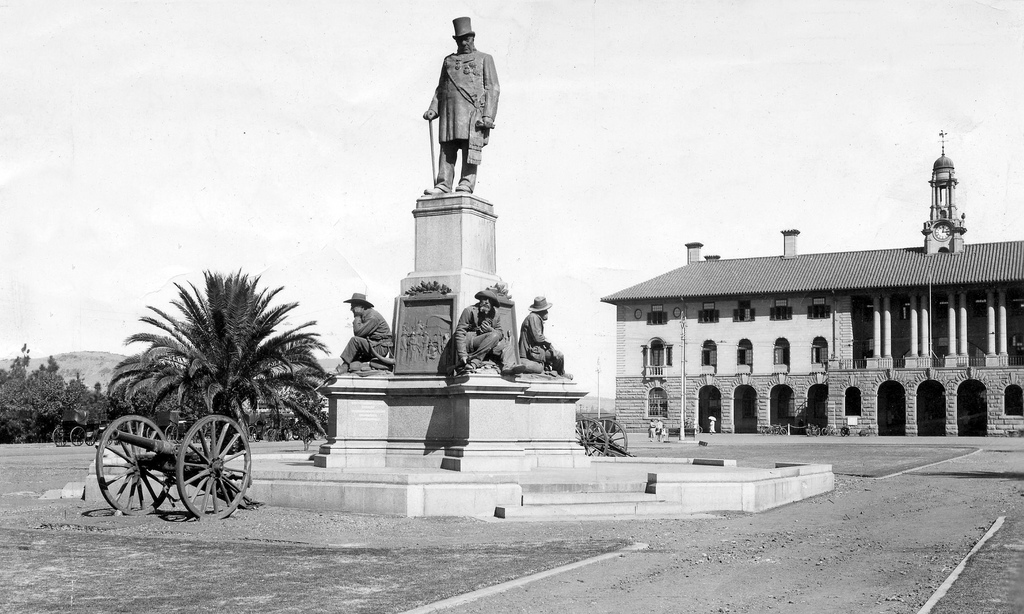
Paul-Kruger-Statue am ehemaligen Standort in Pretoria

- Krugersdorp: Stadtname nach Paul Kruger
- Krugersdorp: Paul Kruger-standbeeld in der Beginstraat, von Bildhauer L. Postma
- Pretoria: Paul Kruger Church in der ehemaligen Church Street
- Pretoria: Paul Kruger House in der ehemaligen Church Street
- Pretoria: Paul Kruger Monument am Church Square (von 1924 bis 1954 vor der Pretoria Station)
- Pretoria: Straßenbezeichnung Paul Kruger-straat
- Rustenburg: Monument Paul Kruger vor dem Rathaus, Bildhauer Jean Achard
- Utrecht: Monument Paul Kruger, Villa Oranjelust, Maliebaan 89
- Das von Kruger 1898 gegründete Schutzgebiet Sabie Game Reserve wurde 1926 zum Kruger-Nationalpark.

## Grabstätte

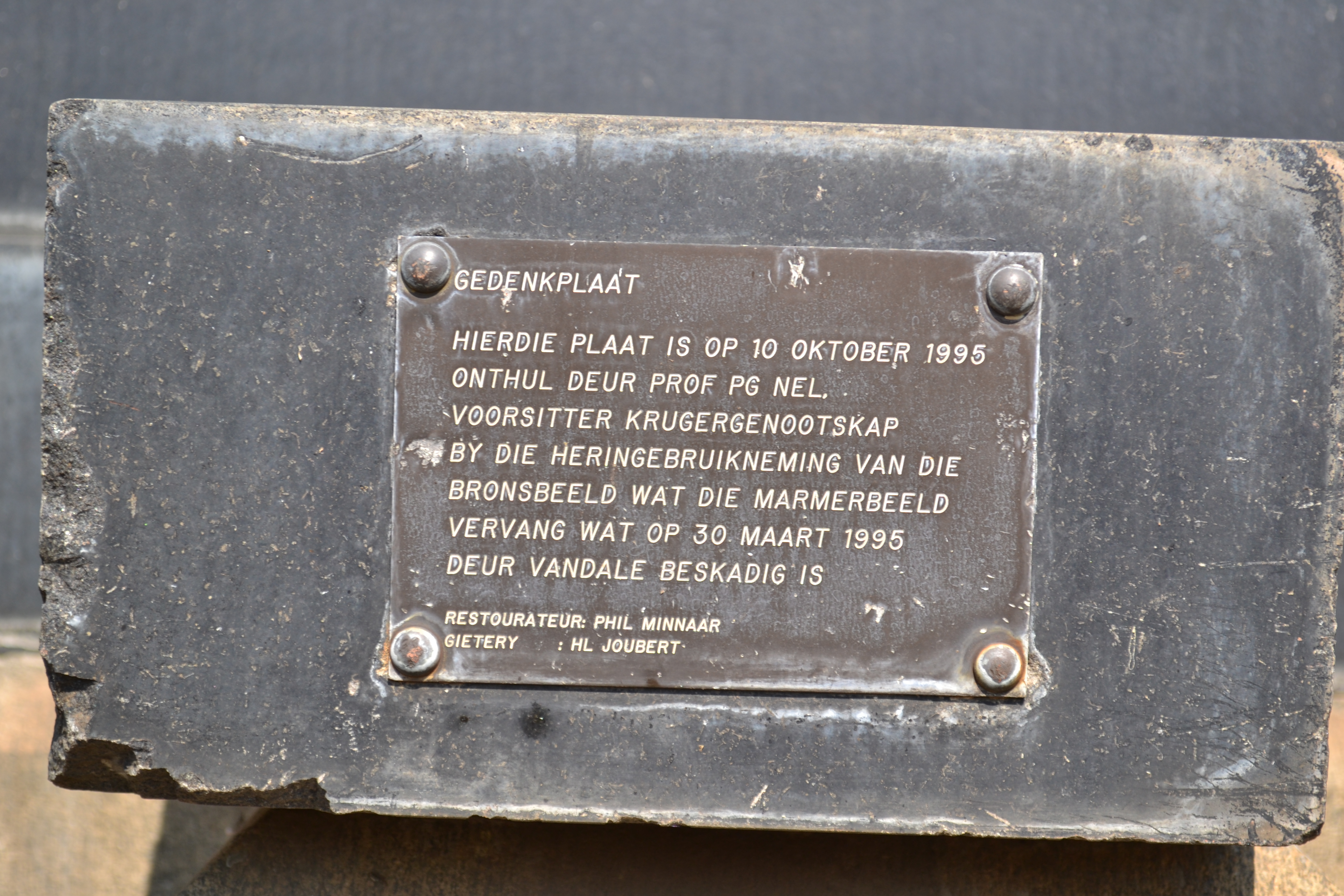
Schrifttafel vom Oktober 1995 am Grab

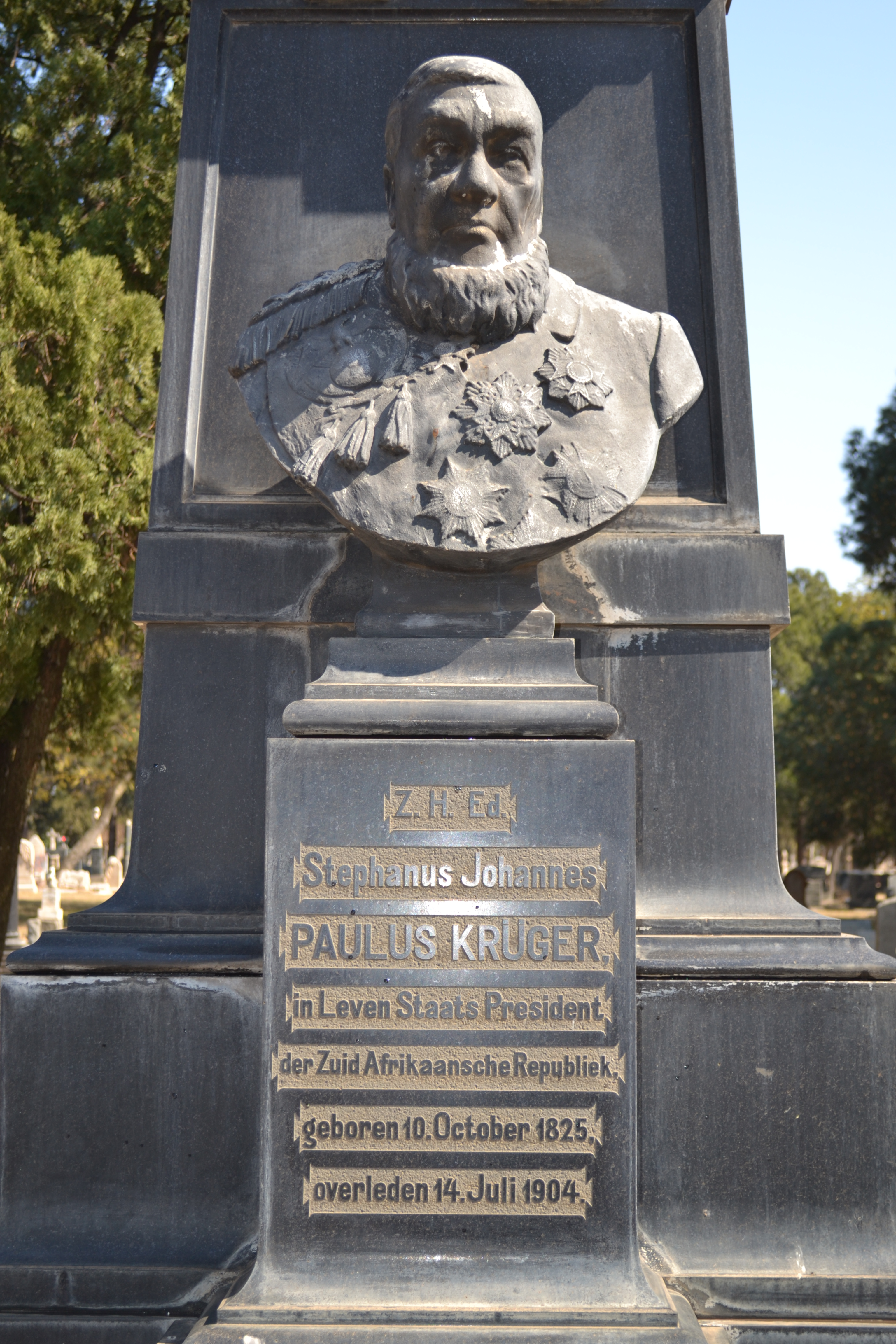
Grabstein auf dem Church Street Cemetery in Pretoria mit der Inschrift Paulus Krüger

Das Grabmonument von Paul Kruger auf dem Heroes’ Acre in Pretoria war wiederholt das Objekt zielgerichteter Zerstörung. 
Am 30. März 1995 wurde an der gesamten Grabmalanlage erheblicher Schaden verursacht, wobei mehrere Gesteinselemente Beschädigungen erlitten und die Grababdeckplatte in mehrere Stücke zerbrach. Bei diesem Vorfall wurde auch die vorhandene Marmorbüste zerstört. Diese wurde vom Bildhauer Phil Minnaar mit einer Replik ersetzt. Eine am Grab seitlich angebrachte Schrifttafel weist auf die damals erhebliche Sachbeschädigung hin und würdigt die Bemühung zur Wiederherstellung der Grabanlage.
Ein erneuter Vandalismus ereignete sich am 19. Juli 2018, bei dem die Büste stark beschädigt wurde. 

## Sonstiges
Die deutschsprachige Erstveröffentlichung seiner Lebenserinnerungen erschien 1902 in München im J. F. Lehmann Verlag unter der Herausgeberschaft des deutschnationalen Theologen August Schowalter sowie der redaktionellen Mitwirkung von H. C. Bredell und Piet Grobler. Sie trägt den Titel „Lebenserinnerungen des Präsidenten Paul Krüger, von ihm selbst erzählt, nach Aufzeichnungen von H. C. Bredell und Piet Grobler“.
Paul Kruger ist auf der südafrikanischen Goldmünze Krugerrand abgebildet, die nach ihm benannt ist. Die Form der Tabakspfeife Oom Paul wurde nach der Pfeife benannt, die Kruger häufig rauchte. In der 1936 veröffentlichten, geschönten Filmbiografie Rhodes of Africa spielte ihn Oskar Homolka. Im antibritischen NS-Propagandafilm Ohm Krüger aus dem Jahre 1941 wurde er von Emil Jannings dargestellt. Im südafrikanischen Film Paul Kruger aus dem Jahre 1956 wird er von James Norval verkörpert.
Mahatma Gandhi beschrieb Krugers Rassismus gegenüber der indischstämmigen Bevölkerung, die aus Krugers Sicht „geschaffen worden war, um den Weißen zu dienen“.
Im Jahr 2015 versammelten sich Mitglieder der in der Südafrikanischen Nationalversammlung vertretenen Partei Economic Freedom Fighters (EFF) auf dem Platz vor dem Paul-Kruger-Denkmal in Pretoria, um die Entfernung dieses Denkmals zu fordern. Der Protest vollzog sich unter dem Slogan „All apartheid statues must go“ (deutsch etwa: „Alle Apartheid-Denkmäler müssen weg!“).
Der US-amerikanische Schauspieler Otto Kruger war sein Großneffe.

## Würdigungen
Eine Straße in St. Gallen, Schweiz – Krügerstrasse – war nach Paul Kruger benannt, vermutlich weil er im späten 19. Jahrhundert als Freiheitskämpfer galt.
Infolge Krugers wiederholten rassistischen Äußerungen bezüglich der indigenen Bevölkerung Afrikas, die allerdings dem Zeitgeist entsprachen, entstanden Kontroversen um den Straßennamen. Die Straße wurde 2009 auf den Namen des Schweizer Autors Friedrich Dürrenmatt benannt; ein Diplomat aus Südafrika wohnte der Zeremonie bei. In den Niederlanden ist der Name Paul Krugers als Straßenname noch stets in fast allen Städten, etwa in Amsterdam, Den Haag, Rotterdam, Leiden, Groningen, Haarlem, Arnhem und Nijmegen, gebräuchlich.